# Бетриан, Джемима
Джемима Бетриан (род. 24 января 1991 года) — голландская боксёрша. Призёр чемпионата мира 2018 года и Европейских игр 2019 года. Член сборной Нидерландов по боксу.

## Карьера
Победительница национального чемпионата в весовой категории до 57 кг (2018 год).
На 10-м чемпионате мира по боксу среди женщин в Индии, в поединке 1/2 финала, 23 ноября 2018 года, голландская спортсменка встретилась с немкой Орнеллой Вахнер, уступила ей 0:5 и завершила выступление на мировом первенстве, завоевав бронзовую медаль турнира.